# Demokratisches Bündnis der Völker Südäthiopiens
Das Demokratische Bündnis der Völker Südäthiopiens (Abkürzung meist auf amharisch Debub Hibret deutsch ‚Demokratische Koalition der Südäthiopischen Völker‘, englisch Southern Ethiopia Peoples’ Democratic Coalition (SEPDC)) ist eine politische Partei in der Region der südlichen Nationen, Nationalitäten und Völker, einer ethnischen Region in Äthiopien.
Bei den letzten legislativen Parlamentswahlen, welche am 15. Mai 2005 abgehalten wurden, war das Demokratische Bündnis der Völker Südäthiopiens Teil des Wahl- und Parteienbündnisses der Vereinigten Äthiopischen Demokratischen Kräfte, welches insgesamt 52 der möglichen 527 Abgeordnetensitze im Volksrepräsentantenhaus für sich gewann.
Die Partei ist ein Zusammenschluss von ethnisch-politischen Gruppierungen unter der Führung von Beyene Petros, die allerdings auf Initiative der EPRDF gegründet wurden. Die SEPDC ist – obwohl sie enge Verbindungen zur EPRDF unterhält – kritisch gegenüber der EPRDF eingestellt.

## Geschichte
Das Demokratische Bündnis der Völker Südäthiopiens wurde im März 1992 gegründet. Damals gründeten mehrere Parteien ein gemeinsames Parteienbündnis, welche später zu einer politischen Partei verschmolz. Zu diesen ursprünglichen Parteien zählten die Demokratische Front des Gurage-Volkes, die Demokratische Front der Omotischen Völker, die Demokratische Union des Kaffa-Volkes, die Hadiya National-Demokratische Organisation, Yem National-Demokratische Bewegung, die Demokratische Front des Wolliata-Volkes, die Sidama-Befreiungsbewegung, die Demokratische Organisation des Gedeo-Volkes, und die Demokratische Organisation des Burji-Volkes.
Im November des gleichen Jahres, traten vier weitere politische Gruppen dem Demokratischen Bündnis der Völker Südäthiopiens bei. Dazu zählen die Demokratische Bewegung des Dawro-Volkes, die Demokratische Union des Timbaro-Volkes, die Demokratische Union der Omo-Völker, und die Demokratische Organisation der Kabena-Nationalität.
Bei der Arbeitssitzung des Volksrepräsentantenhauses im Jahre 2003 hielt das Demokratische Bündnis der Völker Südäthiopiens insgesamt 2 Parlamentssitze.